# Felipe Fernández-Armesto
Felipe Fernández-Armesto (Londres, Reino Unido, 1950) es un historiador británico, hijo del periodista Felipe Fernández Armesto (conocido como "Augusto Assía") y hermano de Juan Fernández-Armesto Fernández-España. Catedrático de Historia Mundial y Ambiental del Queen Mary College de la Universidad de Londres. Su madre fue la periodista inglesa Betty Millan de Fernández-Armesto, fundadora de The Diplomatist. Padre del actor Sebastián Armesto, junto con su esposa Lesley Patricia Hook.
Desde septiembre de 2005 a 2009 ejerció la cátedra Príncipe de Asturias de la Tufts University en Boston (Massachusetts, Estados Unidos de América). En 2008 fue investido doctor honoris causa por la Universidad de Los Andes de Colombia. En 2009 se incorporó al departamento de historia de la Universidad de Notre Dame.

## Violencia policial
En 2007, fue detenido por cruzar una calle fuera del paso de peatones (jaywalking), y tratado brutalmente, según su versión, por cinco policías en Atlanta (Georgia).

## Obra
- The Spanish Armada (1990)
- Colón (1992)
- Antes de Colón (1993)
- Millennium: A History of Our Last Thousand Years (1995).
- Los hijos de Zeus. Pueblos, etnias y culturas de Europa (1996).
- Truth: A History and a Guide for the Perplexed (1997)
- Introducción a la fotointerpretación (2000)
- Civilizations (2000).
- Food: A History (published as "Near a Thousand Tables" in US/Can) (2001).
- Civilizaciones. La lucha del hombre por controlar la naturaleza (2002)
- Visiones de fin de siglo (con otros autores) (2002)
- Las Américas. (2003).
- Ideas That Changed the World (2003).
- Historia de la Comida. Alimentos, cocina y civilización (2004)
- Breve historia de la humanidad (2005)
- Barcelona: mil años de historia (2006)
- The world. A history (2006)
- Los conquistadores del Horizonte. Una historia mundial de la exploración (2006)
- Pathfinders: a Global History of Exploration (2006)  ISBN 0-19-929590-5
- Amerigo: The Man Who Gave His Name to America (2006)
- The World: A Brief History (2007)
- 1492. The Year the World Began (2009)
- El nacimiento de la modernidad (2010)
- Our America: A Hispanic History of the United States (2014)
- Un pie en el río. Sobre el cambio y los límites de la evolución (2016) Turner ISBN 9788416354207

### Como editor
- A History of England (1997–2002)
- The Times guide to the peoples of Europe (1994)

## Distinciones honoríficas
- Caballero Gran Cruz de la Orden de Alfonso X el Sabio (Reino de España, 7 de octubre de 2016).[3]